# Johan August Gustafsson

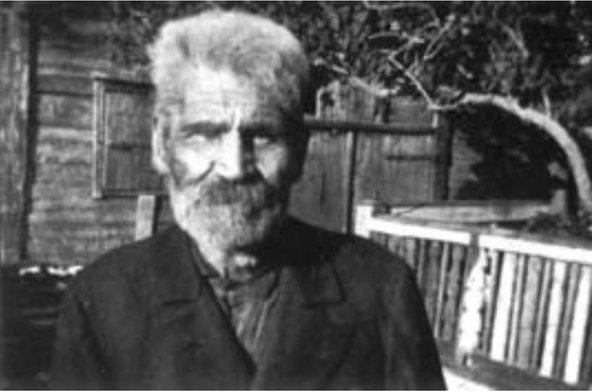
Johan August Gustafsson på äldre dagar.

Johan August Gustafsson, född 19 juli 1852 i Seby i Segerstads socken på Öland, död 2 september 1932 i Borgholm, var en svensk träskulptör.

## Biografi
Johan August Gustafsson, även benämnd J. A. G. S., eller Gustaf-Jon i hembygden, växte upp under fattiga förhållanden på föräldrarnas gård i Seby på sydöstra Öland. Hans tre bröder och en syster lämnade hemmet tidigt och emigrerade till Australien där bröderna bosatte sig för att aldrig mer återvända. Fadern dog 47 år gammal och därmed blev Gustafsson jordbrukaren på gården, endast 19 år gammal. Han sades vara en stark och kraftig man, men då det var svårt att livnära sig enbart på jordbruket, ägnade han sig åt fiske och att bärga vrakdelar från Östersjön och stranden utanför Seby. När priserna på jordbruksprodukter sjönk ytterligare på 1880-talet ägnade han sig alltmer åt att skulptera träfigurer, samt att uppfinna. Gustafsson sägs ha varit först på Öland med cykel, vilken han själv byggt. 
Redan vid 14-15 års ålder började han skapa tavlor och figurer av trä, vilket inte sågs med blida ögon av omgivningen. Han fortsatte trots det med att skapa, helt självlärd, och när det 1897 anordnades Konst och Industriutställning i Stockholm, seglade Gustafsson ensam i sin öppna båt från Seby till Stockholm och ställde ut några av sina verk.
Han gifte sig 1901, men fick aldrig några barn. Han dog av nedkylning efter ha bärgat vrakdelar i havet, 80 år gammal. I juni 2007 invigdes ett museum över Gustafssons konstnärsgärning i Segerstad, där stora delar av hans samlade verk kan beskådas.